# ファビオラ・バレンティン
ファビオラ・バレンティン（Fabiola Krystal Valentín González、1988年9月9日 - ）は、プエルトリコのモデル。ミス・グランド・プエルト・リコ2020として知られる。

## 経歴・人物
1988年9月9日、プエルトリコ自治連邦区カムイ（Camuy）に生まれる。Top Model Search(2013), La Care de Imagen(2015)で優勝。プエルト・リコのモデル業界で知られるようになる。
2017年から2021年までサン・フアンのUniversidad del Sagrado Corazonに通い、学士（ジャーナリズム）を取得。
2019年、カムイを代表してミス・ユニバース・プエルト・リコ2019に出場。第3位入賞。
2020年12月2日、Miss Grand Puerto Rico 2020に任命される。2021年3月27日、プエルトリコを代表してタイのバンコクで開催されたミス・グランド・インターナショナル 2020に出場、全63人の出場者のうち総合Top10に残る。
2022年11月の報道によると、ミス・グランド・インターナショナル2020出場者のマリアナ・バレラ（アルゼンチン）と同性婚している。ミス・グランド・インターナショナル2020で出会ったのをきっかけに約2年交際をつづけ、プエルト・リコの首都サン・フアンの裁判所で2022年10月28日入籍した。ミス・グランド・インターナショナル2020のアベナ・アクアバは、「ミス・グランドインターナショナルが美しい関係をもたらした」とSNSに書き込んで二人を祝福した。